# Mormânt comun al 1.789 de ostași (Fălești)
Mormântul comun al 1.789 de ostași este un mormânt amplasat în Fălești, Republica Moldova. Este un monument istoric de importanță națională inclus în Registrul monumentelor Republicii Moldova ocrotite de stat cu nr. 1050 (raionul Fălești). Datează din 1944.